# James et Oliver Phelps
Pour les articles homonymes, voir Phelps.
James Phelps et Oliver Phelps, nés le 25 février 1986 à Sutton Coldfield, sont des acteurs britanniques.
Frères jumeaux, ils sont principalement connus pour jouer les rôles de Fred et de George Weasley, eux-mêmes jumeaux, dans les films Harry Potter. James interprète Fred et Oliver incarne George, les deux personnages étant les frères aînés de Ronald Weasley, meilleur ami de Harry Potter.

## Biographie
James et Oliver Phelps sont nés à Sutton Coldfield dans la banlieue de Birmingham en Angleterre. Ils sont les fils de Susan Spare et de Martyn Phelps. Oliver est le plus âgé des deux puisqu'il est né 13 minutes avant James. Ils ont grandi, tous les deux, à Birmingham. Ils sont allés à Little Sutton en primaire puis à Arthur Terry en secondaire. Ensuite, ils ont pris des cours par correspondance pendant le tournage des Harry Potter avec les autres acteurs mineurs. Les jumeaux adorent pratiquer le golf : Oliver a un handicap de 20 et James a un handicap de 18. Ils sont aussi fans de football : Oliver soutient Aston Villa et James Birmingham City.

## Carrière
En 2000, alors âgés de 14 ans, James et Oliver se présentent au casting du film Harry Potter à l'école des sorciers. Après six auditions, et malgré leur manque d'expérience en tant qu'acteurs, ils décrochent les rôles de Fred et George Weasley, qu'ils interprètent dans les huit films de la saga.
En 2009, ils obtiennent leurs premiers rôles en dehors de la saga Harry Potter en jouant dans un épisode de la série télévisée Kingdom et dans un court-métrage intitulé A Mind's Eye.

## Vie privée
Oliver Phelps épouse Katy Humpage le 4 juillet 2015, sa petite amie de longue date,,. Ils ont ensemble un enfant l'année suivante de leur mariage.
James Phelps épouse sa petite amie Annika Ostle, le 23 juillet 2016,,.
Oliver Phelps possède pour sa part un site de vente depuis 2014, qui se nomme « JOP ».

## Filmographie
| Année | Titre                                              | Rôle de James Phelps                                   | Rôle d'Oliver Phelps                                    | Notes                            |
| ----- | -------------------------------------------------- | ------------------------------------------------------ | ------------------------------------------------------- | -------------------------------- |
| 2001  | Harry Potter à l'école des sorciers                | Fred Weasley                                           | George Weasley                                          |                                  |
| 2002  | Harry Potter et la Chambre des secrets             | Fred Weasley                                           | George Weasley                                          |                                  |
| 2004  | Harry Potter et le Prisonnier d'Azkaban            | Fred Weasley                                           | George Weasley                                          |                                  |
| 2005  | Harry Potter et la Coupe de feu                    | Fred Weasley                                           | George Weasley                                          |                                  |
| 2007  | Harry Potter et l'Ordre du Phénix                  | Fred Weasley, Giddeon perwett (apparition non crédité) | George Weasley, Fabian prewett (apparition non crédité) |                                  |
| 2009  | Kingdom                                            | Callum Anderson                                        | Finlay Anderson                                         | Série télévisée ; épisode: "3.5" |
| 2009  | Harry Potter et le Prince de sang-mêlé             | Fred Weasley                                           | George Weasley                                          |                                  |
| 2009  | A Mind's Eye                                       | Stanley                                                |                                                         | court-métrage                    |
| 2010  | Harry Potter and the Forbidden Journey             | Fred Weasley                                           | George Weasley                                          | Court-métrage                    |
| 2010  | Harry Potter et les Reliques de la Mort : Partie 1 | Fred Weasley                                           | George Weasley                                          |                                  |
| 2011  | Harry Potter et les Reliques de la Mort : Partie 2 | Fred Weasley                                           | George Weasley                                          |                                  |
| 2012  | Ward 3                                             | Jimmy                                                  |                                                         |                                  |
| 2012  | The Turn (film, 2012) (en)                         | Morris Talliver                                        |                                                         | Court-métrage                    |
| 2013  | Ears                                               |                                                        | Mr. Ears                                                | Court-métrage                    |
| 2015  | Patchwork                                          | Garett                                                 |                                                         |                                  |
| 2015  | Danny and the Human Zoo (en)                       | Mr Brian Carter                                        | Mr Barry Carter                                         | Téléfilm                         |
| 2015  | Affaires non classées                              | Chris                                                  |                                                         | Série télévisée ; 1 épisode      |
| 2019  | 7 days The Story of "Blind Dave" Heeley            | Captain Williams                                       | Dr. Mathews                                             | Court-métrage                    |
| 2019  | Cadia: The World Within                            | Tanion                                                 |                                                         |                                  |
| 2021  | Last Night in Soho                                 | Charles                                                | Ben                                                     |                                  |
| NC    | Brigantia                                          | Koün, le pêcheur                                       |                                                         | Pre-production                   |
| NC    | Own Worst Enemy                                    | Agent de police Berrow                                 | Agent de police Stroyde                                 | Post-production                  |

| Année | Titre                                                    | Rôle de James Phelps | Rôle d'Oliver Phelps  | Notes     |
| ----- | -------------------------------------------------------- | -------------------- | --------------------- | --------- |
| 2007  | Harry Potter et l'Ordre du Phénix                        | Fred Weasley (voix)  | George Weasley (voix) | Jeu vidéo |
| 2010  | Harry Potter et les Reliques de la Mort: Première partie | Fred Weasley (voix)  | George Weasley (voix) | Jeu vidéo |